# Raïon de Koussa
Le raïon de Koussa (en russe : Кусинский район, Koussinski raïon) est une subdivision administrative de l'oblast de Tcheliabinsk, en Russie. Son centre administratif est la ville de Koussa.

## Géographie
Le raïon se trouve dans l'Oural, dans le nord-ouest de l'oblast.

## Économie
L'économie locale peut s'appuyer sur des ressources en matériaux de construction (pierre, calcaire, argile), mais aussi et surtout sur des dépôts de minerai de fer, de sidérite, de barytine. Ces gisements sont mis en valeur pour la construction d'infrastructures. Par ailleurs, la tourbe est aussi exploitée.
Parallèlement, les autorités locales misent sur l’essor de petites et moyennes entreprises pour développer l'agriculture, et dans les services à Koussa.

## Administration
| № | Municipalité                  | Centre        | Nombre de villages | Population (2002) |
| - | ----------------------------- | ------------- | ------------------ | ----------------- |
| 1 | Municipalité de Koussa        | Koussa        | 3                  | 20439             |
| 2 | Municipalité de Magnitka      | Magnitka      | 2                  | 6388              |
| 3 | Municipalité de Zlokazovo     | Zlokazovo     | 6                  | 1841              |
| 4 | Municipalité de Miedviedevka  | Miedviedevka  | 3                  | 1805              |
| 5 | Municipalité de Petropavlovka | Petropavlovka | 7                  | 2265              |

## Cours d'eau
- Aï
- Koussa